# AxeWound
AxeWound é um supergrupo formado em 2011, por Matt Tuck do Bullet for My Valentine (vocal e guitarra), Liam Cormier, do Cancer Bats (vocal), Mike Kingswood, do Glamour of the Kill (guitarra), Joe Copcutt, ex-Rise to Remain (baixo) e Jason Bowld, do Pitchshifter (bateria).
A banda foi oficialmente apresentada em 1º de maio de 2012 no programa Rock Show da BBC Radio 1, com seu primeiro single, "Post Apocalyptic Party", estreado na mesma noite, e disponibilizado para download gratuito. O álbum de estreia foi Vultures, tendo faixas como "Vultures", "Post Apocalyptic Party", "Cold" e "Blood Money and Lies".

## Integrantes
- Liam Cormier – vocalista
- Matthew Tuck – guitarra, back vocal
- Mike Kingswood – guitarra
- Joe Copcutt – baixo
- Jason Bowld – bateria

## Discografia
- Vultures (2012)